# Франц Кос
Франц Кос (познат под надимцима Словенац и Жути, као и псеудониму Бранимир Манојловић, Цеље, 16. јул 1966) је некадашњи официр словеначке националности, припадник Словеначке територијалне одбране, Збора народне гарде, Хрватског вијећа одбране, Армије Републике Босне и Херцеговине, потпоручник Војске Републике Српске и командант Првог (бијељинског) вода 10. диверзантског одреда, учесник рата у Словенији (1991), рата у Хрватској (1991−1992) и рата у Босни и Херцеговини (1992−1995).
Суд Босне и Херцеговине у Сарајеву га је 15. фебруара 2013. године осудио на 35 година затвора, због прогона бошњачког становништва са заштићене зоне под контролом Уједињених нација у јуну у јулу 1995. године.

## Биографија

### Младост
Рођен је 16. јула 1966. године у Цељу, као најмлађе од троје деце Отмара Коса и Марије Оливо. Мајка му је преминула када је имао 4 године. Урушени породични односу су довели да неко време проведе у дому за децу без родитељског старања, а одразило се и да његово образовање. Завршио је само основну школу и отишао на лимарски занат. Током служења војног рока у Југословенској народној армији у Нишу 1986. године, добио је чин десетара.

### Рат у Босни и Херцеговини
Кос је 1991. године учествовао у рату у Словенији, а потом се у Загребу придружио Збору народне гарде и учествовао у бици за Вуковар. По избијању рата у Босни и Херцеговини 1992. године, одлази у Мостар и придружује се Хрватском вијећу одбране. У јануару 1993. године прелази у трећи вод другог батаљона Прве тузланске бригаде Армије Републике Босне и Херцеговине. Под оптужбом да је помагао Србима да пређу на територију под контролом Војске Републике Српске, ухапсила га је војна полиција АРБиХ, те остаје у притвору 40 дана. По изласку из притвора, пребегао је Војсци Републике Српске, која га поново држи у притвору неко време.
Пуштен је у фебруару 1994. године и преузет од пуковника Петра Салапуре, начелника Управе за обавештајне послове Главног штаба Војске Републике Српске, који је преузео организовање једне посебне диверзантске групе у коју је укључио Зијада Жигића, Стјепана Пранића и Дражена Ердемовића. Коначно, октобра 1994. године је под директном командом Главног штаба ВРС формиран 10. диверзантски одред за чијег је команданта постављен поручник Милорад Пелемиш, а Кос је одређен за команданта Првог вода у Бијељини.

### Борбе у Заиру
Крајем 1996. године, Франц Кос је напустио службу у Војсци Републике Српске. На позив Милорада Пелемиша одлази са још два бивша припадника 10. диверзантског одреда у Заир и бори се као плаћеник у Првом конгоанском рату на страни свргнутом председника Мобутуа Сесеа Секоа.

### Период након рата
Једно време је живео у Новом Селу код Бијељине под именом Бранимир Манојловић и тамо радио као водоинсталатер. Франц Кос се појавио као сведок на суђењу Радовану Караџићу пред Међународним кривичним судом за бившу Југославију у Хагу.

### Суђење у Сарајеву
Ухапшен је 19. априла 2010. године на граничном прелазу између Србије и Хрватске, по Интерполовој потерници. Испоручен је Босни и Херцеговини 10. јуна 2010. године, где му је 12. августа потврђена оптужница. На првом саслушању 8. септембра 2010. године пред Судом Босне и Херцеговине, изјаснио се да није крив по оптужници која га терети Главни претрес је почео 14. децембра 2010. године.
Првостепеном пресудом која је донета 15. јуна 2012. године, Суд Босне и Херцеговине у Сарајеву га је осудио да 40 година затвора. због прогона бошњачког становништва са заштићене зоне под контролом УН. У другостепеном поступку, делимично је уважена жалба одбране, па је пресудом од 15. фебруара 2013. године осуђен је на 35 година затвора.